# Exallonyx quadriceps
Exallonyx quadriceps är en stekelart som först beskrevs av William Harris Ashmead 1893.  Exallonyx quadriceps ingår i släktet Exallonyx, och familjen svartsteklar. Arten är reproducerande i Sverige.